# Соснина, Нина Ивановна
Ни́на Ива́новна Соснина́ (30 ноября 1923, Кухари — 31 августа 1943, Малин) — руководитель комсомольской подпольной организации в Малине в годы Великой Отечественной войны. Герой Советского Союза.

## Биография
Родилась в селе Кухари в семье врача. Русская.
Жила и училась в Киеве, пгт Песковка, затем семья переехала в Малин.
Член ВЛКСМ с 1937 года.
Летом 1941 года окончила 9 классов школы.
Осенью 1941 года организовала комсомольскую подпольную группу, в начале 1942 года вошедшую в состав малинской подпольной организации, которой руководил П. А. Тараскин, и стала секретарём объединенной организации.
В качестве подпольщицы выполняла организаторскую работу, распространяла листовки среди населения, неоднократно ходила на связь с партизанами, совместно с партизанами участвовала в боях с оккупантами у посёлка Белая Крыница и у города Малин.
В январе 1943 года, после ареста и гибели П. А. Тараскина, возглавила организацию.
Выходила на связь с партизанским соединением Житомирской области С. Ф. Маликова.
31 августа 1943 года ее родной дом, в котором Нина Соснина помогала своему отцу — хирургу И. И. Соснину проводить операцию раненому партизану, был окружён гитлеровцами и подожжён. Завязался бой, в ходе которого Нина погибла в огне вместе со своим отцом.
Похоронена в городе Малин.
8 мая 1965 года указом Президиума Верховного Совета СССР за борьбу против немецко-фашистских захватчиков Н. И. Сосниной было присвоено звание Героя Советского Союза посмертно.

## Семья
- Отец — Соснин Иван Иванович, родился 16 февраля 1876 года в Томске[4]. В подростковом возрасте воспитывался тёткой, поскольку вся его семья погибла вследствие эпидемии холеры. С детства работал на разнообразных подручных работах — подмастерьем ремесленника, подсобным рабочим на стеклодувном заводе. Учился в железнодорожном училище, по окончании которого работал на Забайкальской железной дороге.

В 1905 году принимал активное участие в забастовках рабочих, был преследуем царской охранкой. Летом 1905 года был вынужден бежать за границу, несколько лет провёл в Париже и Берлине, в этих поездках овладел английским, немецким и французским языками.
Возвращаясь из Европы в 1910 году, остановился в Киеве. Лечась от тяжёлой формой пневмонии, под впечатлениями от мучительной болезни и смерти близких, Соснин принял решение стать врачом. В 1911 году он поступил на лечебный факультет Киевского университета, по окончании которого в 1915 году получил специальность хирурга. До октября 1920 года работал в киевской Александровской больнице, в 1920—1927 годах — хирургом в Малине. 
В 1927 году Соснин переехал в Тетерев, где основал больницу. В 1936 году вернулся в Малин, где продолжил хирургическую практику, совмещая её с преподаванием в Малинском медучилище. Славился своей развитой эрудицией, оставаясь при этом простым и скромным человеком.
С началом Великой Отечественной войны и отступлением советских войск Соснин с семьёй отказались от эвакуации и остались в оккупированном Малине. Рискуя жизнью, он оказывал помощь раненым партизанам-подпольщикам, сам стал активным участником малинского подполья. Продолжая работу в районной больнице, выписывал своим пациентам фиктивные справки о тяжёлых заболеваниях, тем самым защищая их от угона в Германию.
В 1965 году Иван Иванович Соснин был награждён орденом Отечественной войны I степени (посмертно).
- Мать — Соснина Лариса Ивановна.

- Брат — Соснин Валентин Иванович (1925—?), врач, кандидат медицинских наук, писатель, почётный гражданин Малина (2001). 
Родился в с. Кухари Киевской области. Участник малинского подполья. После гибели отца и сестры находился с матерью в концлагере. Освобождён партизанским отрядом М. Наумова.

## Награды
- Медаль «Золотая Звезда»[1]
- орден Ленина[1]

## Память
- навечно включена в состав Житомирского областного комитета ВЛКСМ[2]
- Обелиск в городском парке Малина[2].
- Бюст возле школы у железнодорожной станции Тетерев в Бородянском районе Киевской области[2]
- Памятный знак в селе Кухари.
- именем Нины Сосниной были названы средняя школа в Малине, в которой она училась[1] (в школе был создан музей Н. Сосниной)[5], а также улицы в городах Малин и Бердичев[2], посёлках городского типа Иванков[2] и Песковка[2], селе Микуличи Киевской области[2], построенный на Херсонском судостроительном заводе речной буксир «Нина Соснина»[6] и построенный в 1976 году теплоход Дунайского пароходства ММФ СССР проекта 149 «Нина Соснина»[2].
- Улица Ивана Дзюбы в Киеве ранее носила название улицы Семьи Сосниных.

### В искусстве
- «Нина» — художественный фильм.
- «Семья Сосниных» — документальный фильм (СССР, «Укркинохроника», 1967; режиссёр А. Ф. Золозов)[2]
- Повесть «Семья» С. С. Смирнова (1967)[2]